# Jerry R. Ehman
Jerry R. Ehman je americký astronom, který pracoval pro NASA na projektu SETI. Je prvním vědcem, který detekoval silný úzkopásmový radiový signál, známý jako Signál Wow!, který zachytil dne 15. srpna 1977 pomocí radioteleskopu „Big Ear“ Státní univerzity v Ohio.

## Biografie
Jerry R. Ehman je držitelem titulu Ph.D. v oboru astronomie, který vystudoval na Michiganské univerzitě, kde se specializoval na radiovou astronomii. Později vyučoval elektroinženýrství na Ohijské státní univerzitě a zároveň také pracoval na „Projektu Big Ear“.